# Double or Nothing 2021
Double or Nothing 2021 è stata la terza edizione dell'omonimo evento in pay-per-view di wrestling prodotto dalla All Elite Wrestling e si è svolto il 30 maggio 2021 al Daily's Place di Jacksonville. Il 5 maggio 2021, fu annunciato dal presidente Tony Khan, che l'evento si terrà con la presenza del pubblico.

## Storyline
Il 5 maggio nella puntata speciale Dynamite: Blood and Guts, fu annunciato un match tra Orange Cassidy (# 1) e Pac (# 2), i due lottatori singoli più in alto nel ranking AEW, per l'episodio della settimana successiva di Dynamite, il cui vincitore avrebbe ricevuto un match contro Kenny Omega per l'AEW World Championship a Double or Nothing. Tuttavia, il match si concluse con un doppio knockout, rendendo così il match di Double or Nothing un triple threat match.
A Full Gear 2020, MJF sconfisse Chris Jericho e come da stiplulazione lui e Wardlow, entrarono nell'Inner Circle (composta dallo stesso Jericho, Sammy Guevara, Jake Hager, Santana & Ortiz). Tuttavia, nell'episodio del 10 marzo 2021 di Dynamite, MJF tradì l'Inner Circle e ha rivelò di aver segretamente costruito la sua stable, chiamata The Pinnacle (composto anche da Shawn Spears, Wardlow e gli FTR) A Blood and Guts del 5 maggio, il Pinnacle batté l'Inner Circle in Blood and Guts match, e la settimana successiva, MJF sfidò Jericho ad un Stadium Stampede match tra i due gruppi per Double or Nothing, con la clausola che se l'Inner Circle avesse perso, sarà costretto a sciogliersi. Nella puntata del 19 maggio di Dynamite, l'Inner Circle accettò la proposta, rendendo ufficiale il match.
A Blood and Guts, la AEW annunciò che Hikaru Shida avrebbe difeso l'AEW Women's World Championship contro Britt Baker, prima nel ranking femminile
Nell'episodio del 7 aprile di Dynamite, gli Young Bucks (Matt e Nick Jackson), AEW World Tag Team Champions, attaccarono Jon Moxley ed Eddie Kingston e si allearono con il loro amico di lunga data Kenny Omega, il suo manager Don Callis e i Good Brothers (Doc Gallows e Karl Anderson). Nell'episodio del 12 maggio di Dynamite, gli Young Bucks sfidarono Moxley e Kingston a un match titolato per Double or Nothing.
Nell'episodio del 31 marzo di Dynamite, Cody Rhodes fu attaccato dal suo ex amico QT Marshall, che si alleò con Nick Comoroto, Aaron Solow e il debuttante Anthony Ogogo e formò una nuova stable chiamata The Factory. A Blood and Guts il 5 maggio, Rhodes batté Marshall, ma al termine del match, Rhodes, fu aggredito da Ogogo e il 12 maggio fu annunciato un match per Double or Nothing.

## Risultati
| #     | Match                                                                       | Stipulazioni                                         | Durata |
| ----- | --------------------------------------------------------------------------- | ---------------------------------------------------- | ------ |
| BuyIn | Serena Deeb (c) ha sconfitto Riho                                           | Single match per l'NWA World Women's Championship    | 14:05  |
| 1     | Adam Page ha sconfitto Brian Cage (con Taz)                                 | Single match                                         | 12:00  |
| 2     | The Young Bucks (c) hanno sconfitto Eddie Kingston e Jon Moxley             | Tag team match per l'AEW World Tag Team Championship | 21:00  |
| 3     | Jungle Boy ha vinto eliminando per ultimo Christian Cage                    | Casino battle royale                                 | 23:30  |
| 4     | Cody Rhodes (con Arn Anderson) ha sconfitto Anthony Ogogo (con QT Marshall) | Single match                                         | 10:55  |
| 5     | Miro (c) ha sconfitto Lance Archer (con Jake Roberts)                       | Single match per l'AEW TNT Championship              | 9:50   |
| 6     | Britt Baker (con Rebel) ha sconfitto Hikaru Shida (c)                       | Single match per l'AEW Women's Championship          | 17:20  |
| 7     | Darby Allin e Sting hanno sconfitto Ethan Page e Scorpio Sky                | Tag team match                                       | 12:30  |
| 8     | Kenny Omega (c) (con Don Callis) ha sconfitto Orange Cassidy e Pac          | 3-way match per l'AEW World Championship             | 27:00  |
| 9     | The Inner Circle ha sconfitto The Pinnacle                                  | Stadium Stampede match                               | 31:30  |